# Tràfic negrer

Esquema que mostra com eren transportats els negres

El tràfic negrer era el transport forçat de negres esclaus cap a Amèrica o altres colònies europees durant el període colonialista.
L'esclavatge va ser practicat per molts pobles en diferents regions des d'èpoques antigues: a Egipte, a la Grècia Antiga, a Roma... Normalment eren esclavitzats els presoners de guerra.
Tanmateix durant l'Edat moderna, sobretot a partir del descobriment d'Amèrica, l'esclavatge va tenir com a objecte la població negre que va ser utilitzada com una mercaderia més, no com a éssers humans, que s'intercanviava per objectes per després fer-la treballar als camps de cotó o de sucre. Aquestes poblacions varen ser maltractades, menystingudes, matades, violades,... pels europeus colons (Regne de França, Regne de Portugal, Espanya, Holanda i Regne d'Anglaterra) dins d'un cercle comercial que porta el nom de “comerç triangular”. No se sap ben bé la quantitat de gent que va ser objecte d'aquest tracte, però se sap, aproximadament, que al segle xviii hi havia més de 6 milions de negres circulant d'un costat a l'altre. Més tard els Estats Units també van comercialitzar amb negres, cosa que fa provocar una guerra civil. Les embarcacions europees no tenien cap mena de miraments a descarregar la càrrega negrera (els esclaus negrers eren col·locats dins les càrregues dels vaixells com a mercaderia) si l'embarcació patia un enfonsament. La falta de condicions que se'ls va donar va provocar un alt percentatge de mort. Les malalties dins les embarcacions es multiplicaven.